# Элемицин
Элемицин — 3,4,5-триметоксиаллилбензол (5-аллил-1,2,3-триметоксибензол), ароматное вещество природного происхождения, впервые выделен из растения элеми (Canarium luzonicum): компонент эфирных масел эстрагона, сирени, мускатного ореха, растений рода цимбопогон, базилика, также содержится в моркови, перце. Бесцветная вязкая жидкость с цветочным запахом.

## Физические и химические свойства
Вязкая жидкость от бесцветного до соломено-желтого цвета, растворима в этаноле и практически не растворима в воде

## Применение
Может быть использован в качестве прекурсора для мескалина..

## Токсичность
Данных об исследовании токсичности элемецина не достаточно для точной оценки. Имеются скудные данные о возможной канцерогенности элемецина. Вызывает раздражение глаз и кожи при контакте.

## Психоактивность
Как и миристицин, входит в состав мускатного ореха — при злоупотреблении вызывает наркотическое опьянение. Метаболиты могут быть обнаружены с помощью газовой-хроматографии с масс-спектроскопией. Производные амфетамина из-за употребления элемецина не обнаружаются.